# ويليام جاي مان
ويليام جاي مان (بالإنجليزية: William J. Mann)‏ هو كاتب للأطفال وكاتب ومؤرخ وصحفي أمريكي، ولد في 7 أغسطس 1963.

## وصلات خارجية
- الموقع الرسمي